# Баббіла (нохія)
Баббіла (араб. ناحية ببيلا) — нохія у Сирії, що входить до складу району Провінція Дамаск-Центр провінції Дамаск. Адміністративний центр — м. Баббіла.